# Henry-Inseln
Die Henry-Inseln sind eine Gruppe aus vier Inseln vor der Sabrina-Küste des ostantarktischen Wilkeslands. Sie liegen im westlichen Teil der Henry Bay.
Luftaufnahmen der US-amerikanischen Operation Highjump (1946–1947) dienten ihrer Kartierung. Das Advisory Committee on Antarctic Names benannte sie 1963 nach Wilkes Henry (1820–1840), Midshipman auf der Sloop USS Vincennes, Flaggschiff der United States Exploring Expedition (1838–1842) unter der Leitung seines Onkels, des US-amerikanischen Polarforschers Charles Wilkes.